# Vsmpo-Avisma
VSMPO-AVISMA Corporation (ВСМПО-АВИСМА) er en russisk producent af titanium. De har hovedkvarter i Verkhnyaya Salda, Sverdlovsk oblast og de har faciliteter i Ukraine, England, Schweiz, Tyskland og USA. De producerer titanium, aluminium, magnesium og stål.
VSMPO-AVISMA er et datterselskab til Rostec. Det er verdens største producent af titanium og i 2022 producerede de 90 % af alt titanium i Rusland, som de eksporterede til over 50 lande.